# Jorge Fonseca
Jorge Ivair Rodrigues da Fonseca (neerlandeză Jorge Ivayr Rodrigues da Fonseca; n. 30 octombrie 1992, São Tomé și Príncipe) este un judocan portughez, dublu campion mondial și medaliat al Jocurilor europene și Campionatului european din 2019 și 2020. A participat la Jocurile Olimpice de vară din 2016 și a fost medaliat cu bronz la Jocurile Olimpice de vară din 2020.